# Station Chamousset
Station Chamousset is een spoorwegstation in de Franse gemeente Chamousset.

## Foto's

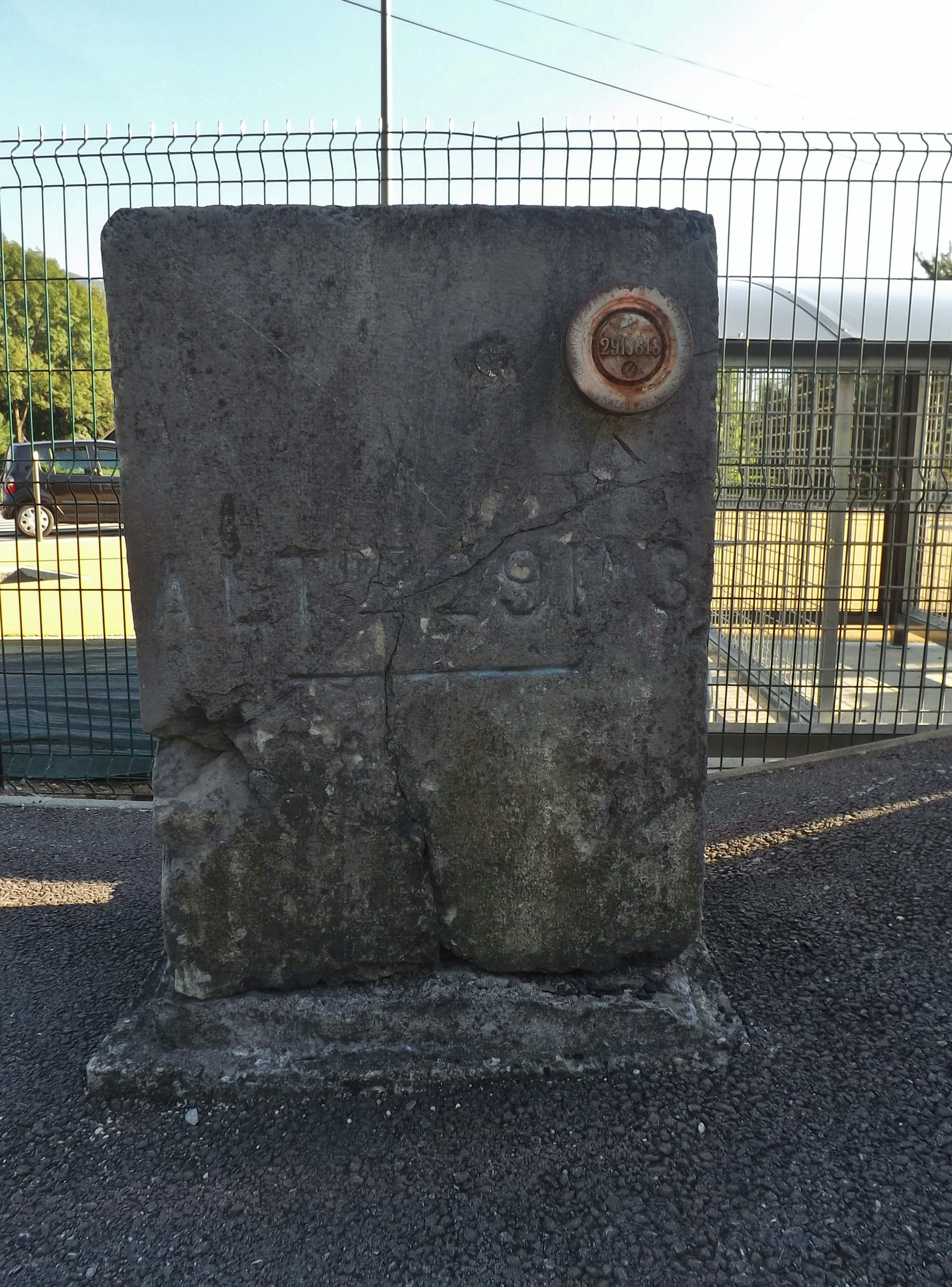
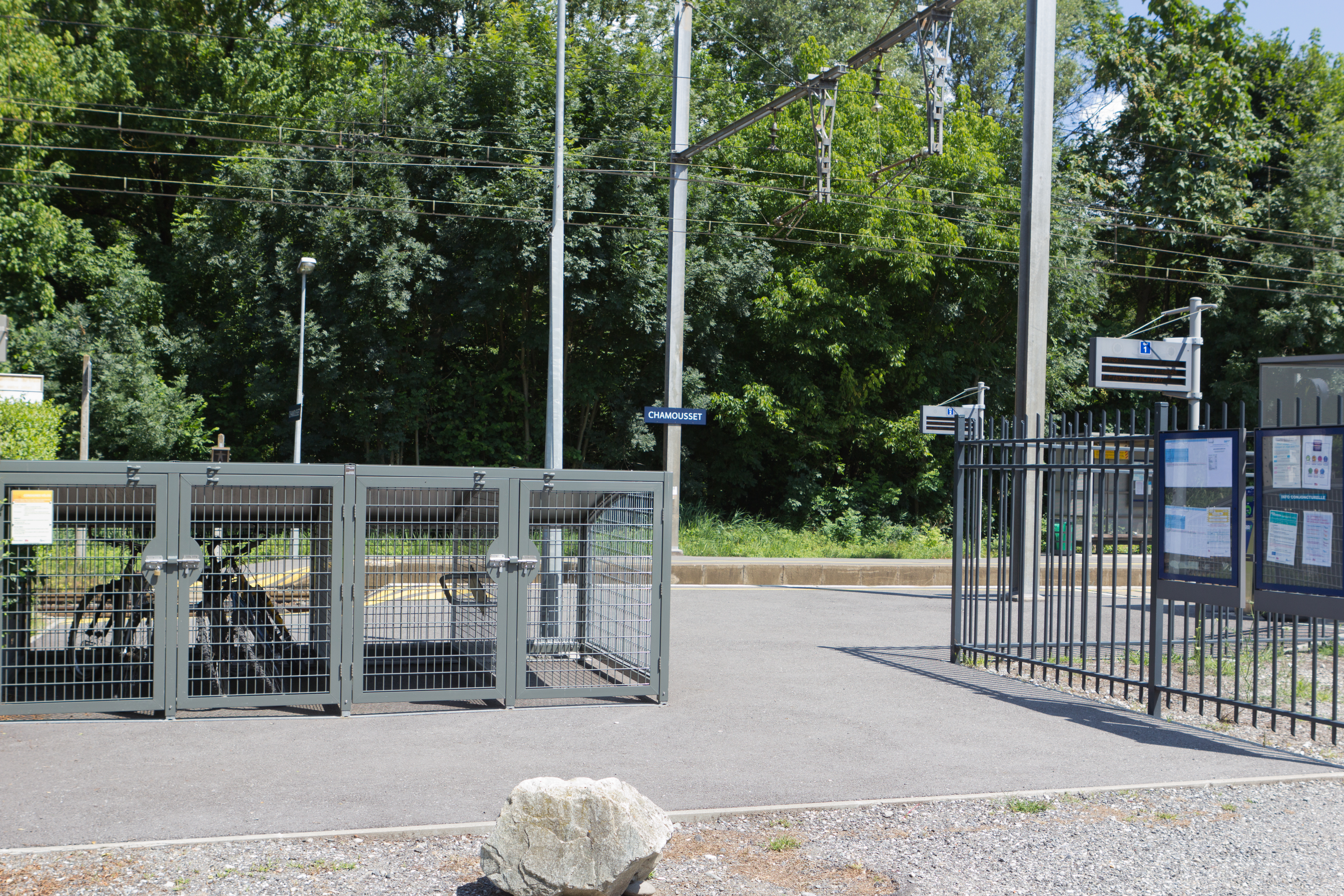